# Grewia stolzii
Grewia stolzii är en malvaväxtart som beskrevs av Ulbrich. Grewia stolzii ingår i släktet Grewia och familjen malvaväxter. Inga underarter finns listade i Catalogue of Life.